# Jędrzej Kasperczyk
Jędrzej Kasperczyk (ur. 20 maja 1968 w Katowicach) – polski hokeista, reprezentant Polski. 

## Kariera
- Naprzód Janów (1986–1989)
- Iserlohn Roosters (1989–1990)
- Hedos Monachium (1990–1992)
- EC Hannover (1992–1993)
- Kassel Huskies (1993–1996)
- Hannover Scorpions (1996)
- EHC Neuwied (1996–1997)
- ECE Gronau-Nordhorn (1997–1999)
- Crocodiles Hamburg (1999–2000)
- REV Bremerhaven (2000–2002)
- EC Bad Tölz (2002–2003)
- Dresdner Eislöwen (2003–2005)
- GKS Tychy (2005)
- ESC Halle 04 (2005–2011)
- Icefighters Leipzig (2011–2015)

Wychowanek Naprzodu Janów. Od 2011 zawodnik klubu Icefighters Leipzig z Lipska, występującym w Oberlidze. Od 2013 do 2015 grający asystent trenera, a po zakończeniu kariery zawodniczej od 2015 pełniący tylko rolę asystenta.
Reprezentował Polskę na Mistrzostwach Świata grupy B w 1999.
W trakcie kariery określany pseudonimem Jay-Jay.

## Sukcesy
- Brązowy medal mistrzostw Polski: 1987 z Naprzodem Janów
- Srebrny medal mistrzostw Polski: 1989 z Naprzodem Janów
- Złoty medal 2. Bundesligi: 2002
- 'Złoty medal Oberligi: 2005 z Dresdner Eislöwen
- Awans do 2. Bundesligi: 2005 z Dresdner Eislöwen